# أنتيجونوس الحشموني
أنتيجونوس الحشموني (بالعبرية: מתתיהו אנטיגונוס השני)، (- 37 ق م)، هو آخر ملوك الحشمونيين. وهو ابن أرسطوبولس الثاني، قاد تمرداً ضد الرومان بمساندة الإمبراطورية الفرثية التي قامت بغزو فلسطين، وفي عام 40 ق م نصَّب وقام أنتيجونوس بنفي هيركانوس الثاني إلى بابل لمدة أربعة سنوات. وأجبر هيرودس على إخلاء القدس، في ذلك الوقت حصل هيرودس على معونة روما إذنها له مع بعض في إعادة غزو فلسطين، فاستطاع أن يحتل الجزء الأكبر من البلاد، ثم نجح أخيرًا في 37 ق.م. في الاستيلاء على القدس واستسلم أنتيجونوس، ولكن الرومان قبضوا عليه ويعدمونه عام 37 ق م.